# Wydawnictwo Akapit Press
Wydawnictwo Akapit Press – polskie wydawnictwo powstałe w 1992, z siedzibą w Łodzi. Zainicjowane i stworzone przez Iwonę Pakułę.

## Profil wydawnictwa
Wydawnictwo Akapit Press specjalizuje się w literaturze dla dzieci i młodzieży. Jest jedynym wydawcą książek Krystyny Siesickiej. Wśród pozostałych autorów są: Małgorzata Musierowicz, Rachel Renée Russell, Agnieszka Tyszka, Emilia Kiereś, Katarzyna Majgier, Marta Fox, Ida Pierelotkin, Ałbena Grabowska, Sergiusz Pinkwart, Romek Pawlak, Andrzej Żak, Joanna Kmieć, Joanna Preisner czy Jakub Bogusz. Akapit Press pojawia się w księgarniach, bibliotekach, organizuje spotkania autorskie oraz bierze udział w Międzynarodowych Targach Książki.
Najpopularniejsza seria wydawnicza to Jeżycjada Małgorzaty Musierowicz. Wydawnictwo i jego autorzy otrzymywali nagrody i wyróżnienia.